# Cissura decora
Cissura decora là một loài bướm đêm thuộc phân họ Arctiinae, họ Erebidae.